# Ommatius ayalai
Ommatius ayalai là một loài ruồi trong họ Asilidae. Ommatius ayalai được Scarbrough miêu tả năm 2002. Loài này phân bố ở vùng Tân nhiệt đới.